# Ла-Бутей
Ла-Буте́й (фр. La Bouteille) — коммуна во Франции, находится в регионе Пикардия. Департамент коммуны — Эна. Входит в состав кантона Вервен. Округ коммуны — Вервен.
Код INSEE коммуны — 02109.

## Население
Население коммуны на 2010 год составляло 502 человека.
| 1962 | 1968 | 1975 | 1982 | 1990 | 1999 | 2010 |
| ---- | ---- | ---- | ---- | ---- | ---- | ---- |
| 656  | 633  | 549  | 514  | 502  | 508  | 502  |

## Экономика
В 2010 году среди 321 человека трудоспособного возраста (15—64 лет) 202 были экономически активными, 119 — неактивными (показатель активности — 62,9 %, в 1999 году было 63,3 %). Из 202 активных жителей работали 168 человек (106 мужчин и 62 женщины), безработных было 34 (11 мужчин и 23 женщины). Среди 119 неактивных 25 человек были учениками или студентами, 41 — пенсионерами, 53 были неактивными по другим причинам.